# Eoanthidium
Eoanthidium is een geslacht van vliesvleugelige insecten van de familie Megachilidae.

## Soorten
- E. adentatum Gupta & Simlote, 1993
- E. arabicum Pasteels, 1980
- E. armaticeps (Friese, 1908)
- E. bakerorum Engel, 2004
- E. bituberculatum (Pasteels, 1984)
- E. clypeare (Morawitz, 1873)
- E. chinense (Wu, 1962)
- E. insulare (Morawitz, 1873)
- E. judaeense (Mavromoustakis, 1945)
- E. nasicum (Friese, 1917)
- E. pictipenne Pasteels, 1972
- E. punjabense Gupta & Sharma, 1993
- E. rothschildi (Vachal, 1909)
- E. salemense (Cockerell, 1919)
- E. semicarinatum Pasteels, 1972
- E. tricolor Pasteels, 1972
- E. turnericum (Mavromoustakis, 1934)